# Cambalida kambakamensis
Espèce
Synonymes
- Sphingius kambakamensis Gravely, 1931

Cambalida kambakamensis est une espèce d'araignées aranéomorphes de la famille des Corinnidae.

## Distribution
Cette espèce est endémique d'Andhra Pradesh en Inde,. Elle se rencontre dans les Kambakam  Hill.

## Description
Le mâle décrit par Majumder et Tikader en 1991 mesure 3,50 mm.

## Systématique et taxinomie
Cette espèce a été décrite sous le protonyme Sphingius kambakamensis par Gravely en 1931. Elle est placée dans le genre Cambalida par Sankaran, Caleb et Sebastian en 2020.

## Étymologie
Son nom d'espèce, composé de kambakam et du suffixe latin -ensis, « qui vit dans, qui habite », lui a été donné en référence au lieu de sa découverte, les Kambakam  Hill.

## Publication originale
- Gravely, 1931 : « Some Indian spiders of the families Ctenidae, Sparassidae, Selenopidae and Clubionidae. » Records of the Indian Museum, vol. 33, p. 211-282.